# 莱兴根
莱兴根（德語：Laichingen，發音：[ˈlaɪçɪŋən] ⓘ）是德国巴登-符腾堡州蒂宾根行政区山地-多瑙县的城市，总面积为69.84平方千米，2023年12月31日总人口为12,447人。